# Parc Regional de Calblanque

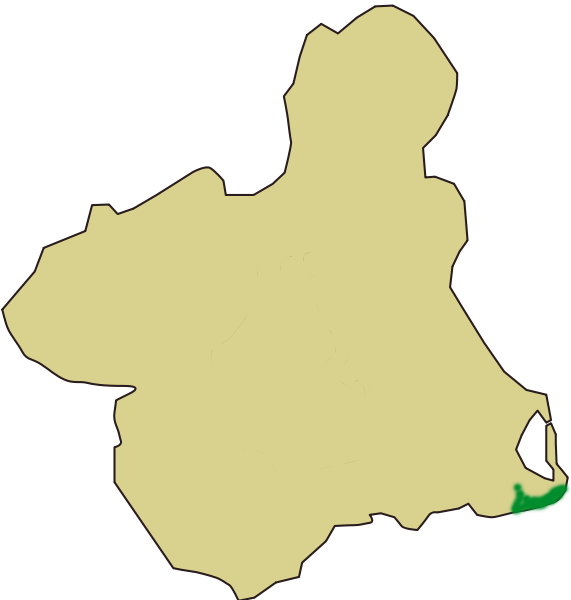
Localització d'aquest parc régional. Està al sud-oest de la Regió de Múrcia i al sud del Mar Menor.

El Parc Regional de Calblanque o Calblanque, Monte de las Cenizas y Peña del Águila és un parc regional de la Regió de Múrcia, als municipi espanyols de Cartagena i La Unión. Està protegit per la legislació de la seva comunitat autònoma. Aquest parc pertany a la serra minera de Cartagena-La Unión, a les Serralades Bètiques. Es troba també a prop del Mar Menor i del cap de Palos.
És una de les zones de la litoral mediterrània que millor es conserven malgrat la interacció humana (salines i mineria). Aquestes dos activitats hi doten valor cultural.
Pel que fa a la seva geologia, hi ha dos tipus de litologia: les obscures i intensament plegades del Paleozoic roques metamòrfiques (a causa que aquesta zona està prop al límit de les plaques eurasiàtica i africana) i sediments cuaternaris. Hi estàn conjuntament les roques més antigues i les roques més recents que están afectades per divers processos d'erosió i de meteorització. Aquests les fa una forma diferencial i això fa esdevenir l'existència de platjes, penya-segats, ponts de roca, tafonis, etc.
Al Parc Regional de Calblanque hi ha una alta diversitat d'ecosistemes: paisatges forestals, sorrals, etc.

## Fauna
Hi ha aus com martinets blancs, camallongues, corriols camanegres, gavines corses, fartets,falcons peregrins, ducs eurasiàtics, àguiles cuabarrades; mamífers com toixons i fagines; rèptils com bívias ibèriques, serps verdes i langardaixos ocel·lats i animals de altres fílums com els crinoïdeus o els liris de mar.

## Flora
Hi ha presència d'espècies com ara asparagus macrorrhizus (espècie molt proximal a la esparreguerra marina. Aquesta es anomenat en Múrcia esparreguera del Mar Menor), pallenis maritima, lots de Creta i cards marins.

## Llocs i indrets
A continuació alguns llocs d'aquest parc regional:
- Cala del Barco
- Cala Arturo
- Turó del Atalayón
- Peña del águila (mont)
- Pujol de la Fuente
- Pujol del Horno
- Cala Magre
- Platja Negrete
- Platja de las Cañas
- Platja Parreño
- Platja Larga
- Cap Negra
- Cap Espada